# Roman Jefimov
Roman Jefimov (rusky Роман Ефимов) (7. duben 1976) je ruský reprezentant v orientačním běhu. Jeho největším úspěchem jsou dvě zlaté medaile z Mistrovství světa v orientačním běhu v roce 2006 a 2007. Jeho současným klubem je finský Hiisirasti.